# جيم فالنتينو
جيم فالنتينو (بالإنجليزية: Jim Valentino)‏ هو رسام بالرصاص أمريكي، ولد في 28 أكتوبر 1952 في ذا برونكس في الولايات المتحدة.

## وصلات خارجية
- الموقع الرسمي
- جيم فالنتينو على موقع IMDb (الإنجليزية)
- جيم فالنتينو على موقع الموسوعة البريطانية (الإنجليزية)
- جيم فالنتينو على موقع قاعدة بيانات الفيلم (الإنجليزية)